# هيدياكي إكيماتسو
هيدياكي إكيماتسو (باليابانية: 池松 秀明) (10 يناير 1986 في ياو في اليابان – )؛ هو لاعب كرة قدم ياباني سابق كان يلعب كلاعب وسط.

## وصلات خارجية
- هيدياكي إكيماتسو على موقع رابطة كرة القدم اليابانية للمحترفين (اليابانية)